# Étoile de Bessèges 2014
L'Étoile de Bessèges 2014, 44a edició de l'Étoile de Bessèges, es va disputar entre el 5 i el 9 de febrer de 2014 sobre un recorregut de 623,3 km repartits entre cinc etapes. La cursa formava part del calendari de l'UCI Europa Tour 2014, amb una categoria 2.1.
La cursa fou guanyada pel suec Tobias Ludvigsson (Giant-Shimano), vencedor de la contrarellotge de la darrera etapa, amb quatre segons d'avantatge sobre el francès Jérôme Coppel (Cofidis), i cinc sobre l'alemany John Degenkolb (Giant-Shimano). Ludvigsson també guanyà la classificació dels joves.
L'alemany John Degenkolb (Giant-Shimano) guanyà la classificació per punts, mentre el francès Clément Koretzky (Bretagne-Séché Environnement) guanyà la classificació de la muntanya. El Giant-Shimano guanyà la classificació per equips.

## Equips
L'organització comunicà la llista dels 20 equips convidats el 13 de desembre de 2013. D'aquests, cinc eren World Tour, vuit equips continentals professionals i set equips continentals:
equips World TourAG2R La Mondiale, Team Europcar, FDJ, Giant-Shimano, Lotto-Belisol
equips continentals professionalsBardiani Valvole-CSF Inox, Bretagne-Séché Environnement, Caja Rural-Seguros RGA, CCC Polsat Polkowice, Cofidis, Colombia, Topsport Vlaanderen-Baloise, Wanty-Groupe Gobert
equips continentalsAn Post-ChainReaction, BigMat-Auber 93, Itera-Katusha, La Pomme Marseille 13, Roubaix Lille Métropole, Verandas Willems, Wallonie-Bruxelles

## Etapes
| Etapa | Data        | Recorregut            |                | Km    | Vencedor d'etapa        | Líder de la general     |
| ----- | ----------- | --------------------- | -------------- | ----- | ----------------------- | ----------------------- |
| 1a    | 5 de febrer | Bèlagarda - Bèlagarda | Etapa plana    | 154,4 | Sander Helven (BEL)     | Sander Helven (BEL)     |
| 2a    | 6 de febrer | Nimes - Sant Ambruèis | Etapa plana    | 149,3 | Nacer Bouhanni (FRA)    | Sander Helven (BEL)     |
| 3a    | 7 de febrer | Bessèja - Bessèja     | Etapa ondulada | 152,6 | Bryan Coquard (FRA)     | Sander Helven (BEL)     |
| 4a    | 8 de febrer | Godargues - Laudun    | Etapa ondulada | 156,3 | Bryan Coquard (FRA)     | Sander Helven (BEL)     |
| 5a    | 9 de febrer | Alès - Alès           | Contrarellotge | 10,7  | Tobias Ludvigsson (SWE) | Tobias Ludvigsson (SWE) |

## Classificació final
|    | Ciclista                 | Equip                        | Temps       |
| -- | ------------------------ | ---------------------------- | ----------- |
| 1  | Tobias Ludvigsson (SWE)  | Giant-Shimano                | 14h 43' 35" |
| 2  | Jérôme Coppel (FRA)      | Cofidis                      | + 4"        |
| 3  | John Degenkolb (GER)     | Giant-Shimano                | + 5"        |
| 4  | Benoît Jarrier (FRA)     | Bretagne-Séché Environnement | + 7"        |
| 5  | Arthur Vichot (FRA)      | FDJ                          | + 7"        |
| 6  | Jérémy Roy (FRA)         | FDJ                          | + 14"       |
| 7  | Tony Gallopin (FRA)      | Lotto-Belisol                | + 23"       |
| 8  | Rein Taaramäe (EST)      | Cofidis                      | + 33"       |
| 9  | Frederik Veuchelen (BEL) | Wanty-Groupe Gobert          | + 36"       |
| 10 | Sander Helven (BEL)      | Topsport Vlaanderen-Baloise  | + 36"       |